# Herbert Geßner
Herbert A. Geßner (oft Gessner geschrieben; * 14. Mai 1920 in München; † 6. oder 7. Januar 1956 in Berlin, DDR) war ein deutscher politischer Hörfunkkommentator, der 1947 aus politischer Überzeugung von der amerikanischen Besatzungszone in den britischen Sektor von Berlin zum Berliner Rundfunk wechselte.

## Leben
Am 14. Mai 1920 wurde Geßner als Sohn des Bergamtmannes Arno Geßner und seiner Frau Lina in München geboren. Er besuchte das Realgymnasium und war zeitweilig Mitglied der Hitlerjugend. Sein Maschinenbau-Studium musste er nach Entdeckung seiner inzwischen gegenläufigen Einstellung zum Hitler-Regime aufgeben. Er ging zum Privatstudium über, das er mit Aushilfsarbeiten auf dem Münchener Hauptbahnhof finanzierte, bis er im Oktober 1939 zum Militärdienst an der Ostfront einberufen wurde. 1943 wurde er wegen „Wehrkraftzersetzung“ in eine Strafkompanie versetzt. Zum Prozess kam es nicht, weil seine Einheit vor Stalingrad zusammenbrach und alle Unterlagen verloren gingen. Aus der Strafkompanie desertierte er im Dezember 1944. Als Verwundeter schloss er sich im Februar 1945 im Nymphenburger Lazarett der Barmherzigen Brüder einer der FAB (Freiheitsaktion Bayern) zuzurechnende Widerstandsgruppe an.
Nach Kriegsende erwies sich Geßner in einem Brief an seinen bevorzugten BBC-Kommentator, Lindley Fraser, als Analytiker des Weltgeschehens, weswegen der Brief an die für den Aufbau des Rundfunkwesens zuständigen Mitarbeiter in München weitergeleitet wurde, die Geßner am 9. Juli 1945 einstellten. Bei Radio München war er zunächst für die Frühnachrichten und den Wetterbericht zuständig, erhielt aber schon im September 1945 seine eigene Sendung Kommentar zur Zeit, die zweimal in der Woche ausgestrahlt wurde. Am 1. Mai 1946 erfolgte der Eintritt in die SED. Im Laufe des Jahres 1946 lernte er bei den Nürnberger Kriegsverbrecherprozessen den beim Berliner Rundfunk angestellten Michael Storm (das Pseudonym Markus Wolfs) kennen. Dieser Kontakt sollte bald wichtig für Geßner werden. Um dieselbe Zeit nämlich bekam er das Gefühl, am falschen Ort tätig zu sein. Seine wegen Vergeblichkeit mehrfach wiederholte scharfe Kritik an der laxen Entnazifizierungspraxis von Dr. Anton Pfeiffer rieb ihn derart auf, dass er Ende November 1946 freiwillig aus dem Dienst schied.
Vom Berliner Rundfunk wurde er gerne aufgenommen. Am 1. Februar 1947 setzte er dort unter sowjetischer Oberaufsicht seine politische Mission fort. Er war damit der erste einer Reihe von Kommentatorenkollegen, die in kurzen Abständen nachfolgten, darunter (vom Nordwestdeutschen Rundfunk in Köln) der später noch bekannter werdende Karl-Eduard von Schnitzler, das Aushängeschild des Hessischen Rundfunks, Helmut Schneider, der Kulturredakteur Günther Cwojdrak aus Hamburg, der Wirtschaftsexperte Karl Gass (wie Schnitzler vom Kölner NWDR) und der vor Schwierigkeiten in München fliehende Chefredakteur Karl-Georg Egel. Die Genannten bildeten den Kern der bis zu seiner Berufung zum Botschafter in Moskau von Markus Wolf alias Michael Storm geleiteten wöchentlichen Diskussionsreihe Treffpunkt Berlin. Am 1. Januar 1948 ging sie das erste Mal auf Sendung. Im Juli desselben Jahres absolvierte Geßner die Kaderschule der SED. 1950 unternahm er eine Vortragsreise durch bayerische Städte, die von der Gesellschaft zum Studium der Sowjetunion organisiert wurde, was auf harsche Kritik in der süddeutschen Presse stieß. Die Jahre 1950 und 1951 waren für Geßner keine leichten, denn er geriet in den Fokus der Staatssicherheit. Unter anderem hatte er moniert, die vorgeschriebenen Wiedergaben kompletter Reden von Parteifunktionären, seien kontraproduktiv, da sie die Hörer nur zu den Sendern trieben, von denen man sie ja eigentlich fernhalten wolle. Erst im August 1951 durfte er wieder seiner Arbeit nachgehen, stand jedoch unter Stasi-Beobachtung.
Im Nachgang der 17.-Juni-Ereignisse verfasste Geßner am 2. Juli 1953 ein Sendemanuskript, in dem Fehlentwicklungen in der Rundfunkarbeit offen ausgesprochen werden sollten. Er wurde gerügt, sein Text zensiert, dennoch enthielt die am 8. Juli gesendete abgemilderte Stellungnahme heftige Kritik an den Radiomachern. Von problemverdrängender Schönfärberei, mangelnder Selbstreflexion und journalistischem Dilettantismus war die Rede. Von Schnitzler zog am 11. Juli nach. Ihre Bemühungen änderten nichts Grundsätzliches an der staatsdienlichen Struktur mit innewohnender Sprachrohrrolle. Die unwesentlichen Änderungen im Programmschema wurden als „Neuprofilierung“ bezeichnet und waren auch schon ab dem 25. Juni, also vor der Kommentatoren-Offensive, eingeleitet worden. Geßner und von Schnitzler oblag es, sich zu ihrem vermeintlichen Irrweg zu bekennen und von ihren Vorschlägen zu distanzieren. Sie umgingen damit schlimmere Konsequenzen. In der Folgezeit festigten beide in zahlreichen Radiokommentaren die Legende vom gescheiterten faschistischen Putschversuch am 17. Juni 1953.
Im Oktober 1953 wurde Herbert Geßner nach einigem Hinauszögern des Verbandes in den Schriftstellerverband aufgenommen. Er war noch bis zum Juli 1955 Agitation per Radio und Zeitschriftenartikel betreibend im Einsatz. Warum nicht darüber hinaus, ist unklar. Sein Tod in der Nacht vom 6. auf den 7. Januar 1956 geschah unter mysteriösen Umständen. Nach offizieller Meldung des staatlichen Nachrichtendienstes ADN trat der Tod nach „längerer Krankheit“ ein. Er war kinderlos verheiratet.

## Rezeption
Im Westprogramm stellte er sich als entschiedener Antifaschist dar, was ihm den Vorwurf, zu „russenfreundlich“ zu sein, einbrachte. Zum Verhängnis wurde ihm sein Eifer beim Bloßstellen unbehelligt gebliebener Belasteter. Des Weiteren wollte er die Jugend an Demokratie und Selbstverantwortung heranführen. Nichtsdestotrotz lassen sich seine Kommentarabdrucke „heute geradezu als Kompendium post-nazistischer und prä-restaurativer Tendenzen im Deutschland des Jahres 1946 lesen“. Im Rundfunk der sowjetisch besetzten Zone galt sein Hauptaugenmerk der fortschreitenden Westintegration der drei anderen Besatzungszonen. Wie eine Hörerumfrage im Herbst 1946 erbrachte, genoss Geßner eine breite Zustimmung unter den Arbeitern und Handwerkern, ihm wurde aber eine tiefe Ablehnung seitens der Studenten zuteil. Berufskollegen erkannten dessen außerordentliche journalistische Begabung an, konstatierten aber zunehmend einen Stil- und Niveauverlust aufgrund seines ins Gehässige abdriftenden Linksfanatismus. Nach seinem geografischen Seitenwechsel machte ihn seine pointierte Art zum Hörerliebling der unter sowjetischem Einfluss stehenden Bevölkerung sowie zum Günstling der SED-Funktionäre, die ihm Propaganda-Aufträge erteilten. Er selbst bezeichnete sich nicht nur als Journalist, sondern auch als Politiker.

## Kommentarauszug
„Wer eine bestimmte Politik vertritt, wer von ihr überzeugt ist – und nur Lumpen vertreten eine Politik, von der sie nicht überzeugt sind –, will auch die, an die er sich wendet, von dieser Politik überzeugen und für sie gewinnen. Auch daraus machen wir kein Hehl – und wenn ich meine Kommentare spreche, dann nicht, um Anhänger für die Politik Herrn Müller-Jabuschs oder der amerikanischen Militärregierung, sondern für das Lager, das ich vertrete, zu gewinnen und davon zu überzeugen, daß unsere Sache gerecht ist und daß ihr die Zukunft gehört … Aber wir finden es, offen gesagt, unaufrichtig und scheußlich, wenn gewisse Kollegen uns oder ihre Hörer und Leser glauben machen wollen, sie schwebten gleich einem Gott über dem Geschehen und seien da, wo sie zwangsläufig entweder für oder gegen etwas sein müssen, 'objektiv'. Sollen sie doch ehrlich sagen, daß sie für den Kapitalismus und gegen den Sozialismus sind, für die Unternehmer und gegen die Arbeiter, für die von den Amerikanern ausgehaltene faschistische Regierung in Griechenland und gegen den Freiheitskampf des griechischen Volkes, für die Kriegspläne der transatlantischen Atombomben-Spezialisten, für die Herabwürdigung der Massen in Westdeutschland zur Rolle von Landsknechten und Kanonenfutter in den Plänen der neuen Kriegstreiber – sollen sie das doch wenigstens ehrlich sagen. Wir werden sie selbstverständlich auch dann mit den Mitteln, die dem Rundfunk nun einmal gegeben sind, bekämpfen; wir werden sie auch dann für Reaktionäre halten: aber doch wenigstens für Reaktionäre, die aus ihrer Gesinnung kein Hehl machen.“

## Schriften
- Herbert Geßner: Kommentare. Band 1. Freitag-Verlag, München 1946.
- Herbert Geßner: Kommentare. Band 2. Freitag-Verlag, München 1946.
- Herbert Geßner: Das graue Rackett. Allgemeiner Deutscher Verlag, Berlin 1949.
- Herbert Geßner: Stalins Schriften. Ein Maximum an Popularität und Schlichtheit. Dietz Verlag, Berlin 1952.